# Karl Mengewein
Karl Mengewein (Zaunröden, 1852 - Gross-lichterfelde, 1908) fou un compositor alemany.
De 1874 fins a 1876 va ser professor del Conservatori Fraudenberg, de Wiesbaden, al mateix temps dirigia la Societat de música sagrada, fou director del cor de l'església de Betlem el 1888, fundant el 1886 un Institut de Música a Berlín.
Va compondre les comèdies líriques Das Alte Lied, Der Liederfex i Liebe und Glück; les cantates, Martin Luther, Frühlingsfeier i Frau Musika; un Rèquiem, l'oratori Johannes der Täufer, motets, Lieder, peces per a violí i piano, etc. A més, se li deuen: Schule der Klaviertechnik, i Die Ausbildung des musikalischen Gehörs (1908).